# Diogo Jota
Diogo José Teixeira da Silva (ur. 4 grudnia 1996 w Porto, zm. 3 lipca 2025 w Cernadilla), znany jako Diogo Jota – portugalski piłkarz, który grał na pozycji napastnika bądź skrzydłowego. W latach 2019–2025 reprezentant Portugalii. Występował m.in. w klubach: Paços de Ferreira, Atlético Madryt, FC Porto (wypożyczenie), Wolverhampton Wanderers i Liverpool FC.

## Kariera klubowa

### Paços de Ferreira
W sezonach 2014–2016 rozegrał 41 meczów w Primeira Liga, zdobywając 14 goli.

### Atlético Madryt i FC Porto
Latem 2016 podpisał kontrakt z Atlético Madryt, ale nie zadebiutował w La Liga. Jeszcze tego samego lata trafił na wypożyczenie do FC Porto, gdzie w sezonie 2016/17 zdobył 8 bramek w 27 meczach ligi portugalskiej.

### Wolverhampton Wanderers
W lipcu 2017 przeszedł do Wolves na wypożyczenie (EFL Championship). Strzelił 17 goli w 44 meczach, co przyczyniło się do awansu do Premier League. W styczniu 2018 Wolves wykupiło go za około €14 mln. Do opuszczenia klubu w 2020 r. rozegrał 111 meczów, zdobywając 33 bramki.

### Liverpool
We wrześniu 2020 dołączył do Liverpoolu za ok. £41 mln. W pięciu sezonach (2020–2025) zagrał 182 mecze, w tym 123 w Premier League (47 goli), i zdobył 65 bramek we wszystkich rozgrywkach. Wywalczył: FA Cup 2021/22, EFL Cup 2021/22 i 2023/24 oraz tytuł mistrza Anglii 2024/25.

## Kariera reprezentacyjna
Zadebiutował 14 listopada 2019 przeciwko Litwie. Pierwszy gol zdobył we wrześniu 2020 w Lidze Narodów przeciwko Chorwacji. Brał udział w Euro 2020 i MŚ 2022. Łącznie zagrał 49 meczów i zdobył 14 goli, uczestnicząc w triumfach Portugalii w Lidze Narodów UEFA 2019 i 2025.

## Styl gry
Był znany z agresywnego pressingu, wszechstronności w ofensywie, nowoczesnej inteligencji taktycznej i skuteczności przy wykańczaniu akcji.

## Śmierć i upamiętnienie
3 lipca 2025 Jota i jego brat André Silva zginęli w wypadku Lamborghini Huracána na autostradzie A‑52 w pobliżu Cernadilli (prowincja Zamora, Hiszpania). Policja ustaliła, że prrzyczyną była pęknięta opona i przekroczenie prędkości – samochód przewrócił się i zapalił, obaj zginęli na miejscu. 5 lipca 2025 odbyły się uroczystości pogrzebowe w Gondomarze, mszy przewodniczył ordynariusz diecezji Porto, biskup Manuel Linda.
Liverpool FC podjął decyzję o stałym wycofaniu numeru 20 na znak hołdu dla Joty. Podczas pierwszego meczu przedsezonowego (13 lipca 2025 z Preston), odbyła się minuta ciszy, hymn „You’ll Never Walk Alone” oraz inne ceremonie upamiętniające. Na wniosek wystosowany przez Portugalską Federację Piłki Nożnej, władze UEFA podjęły decyzję o uczczeniu minutą ciszy pamięci Diogo Joty i jego brata Andre Filipe Teixeiry da Silvy podczas spotkań mistrzostw Europy kobiet, rozgrywanych w Szwajcarii, a władze FIFA podjęły decyzję, że wszystkie mecze ćwierćfinałowe klubowych mistrzostw świata zostaną poprzedzone minutą ciszy. W siedzibie FIFA w Zurychu wszystkie flagi zostały opuszczone do połowy masztu na znak żałoby.

## Sukcesy

### Klubowe
- Wolverhampton Wanderers – Awans do Premier League: 2017/18[3]
- Liverpool F.C.– FA Cup: 2021/22; EFL Cup: 2021/22, 2023/24; Premier League: 2024/25[4]

### Reprezentacyjne
- Portugalia – Liga Narodów UEFA: 2019, 2025[5]